# كريستيان شيلينغ (لاعب كرة قدم)
كريستيان شيلينغ (بالألمانية: Christian Schilling)‏ (6 يناير 1992 بالنمسا - ) هو لاعب كرة قدم نمساوي في مركز الدفاع. شارك مع منتخب النمسا تحت 17 سنة لكرة القدم ومنتخب النمسا تحت 18 سنة لكرة القدم ومنتخب النمسا تحت 19 سنة لكرة القدم ومنتخب النمسا تحت 21 سنة لكرة القدم. أما مع النوادي، فقد لعب مع شتورم غراتس وغراتزر أي كاي ونادي رايندورف آلتاخ ونادي واكر إنسبروك.

## وصلات خارجية
- كريستيان شيلينغ على موقع قاعدة بيانات كرة القدم.إي يو (الإنجليزية)
- كريستيان شيلينغ على موقع Soccerway.com (الإنجليزية)
- كريستيان شيلينغ على موقع عالم كرة القدم.نت (الإنجليزية)